# Hier encore
Hier encore is een nummer van de Franse zanger en entertainer Charles Aznavour. In 1964 werd het nummer uitgebracht als single. In 1970 werd een Engelstalige versie van het nummer onder de titel Yesterday, When I Was Young uitgebracht op single.

## Achtergrond
Hier encore wordt gezien als een van de grootste hits van Aznavour. De Engelstalige tekst van het nummer Yesterday, When I was Young is geschreven door Herbert Kretzmer. Er werden ook bewerkingen van het nummer gemaakt in het Italiaans (Ieri si), Deens (Hvor tiden går), Japans (帰り来ぬ青春), Spaans (Ayer aún) en Fins (Eilen kun mä tiennyt en). 
De tekst van Hier encore bevat de overpeinzingen van een oude man die de balans van zijn leven opmaakt. Hij realiseert zich dat hij stap voor stap zijn leven heeft verpest door achter dromen, vervlogen hoop en zinloze liefdes aan te rennen. Nu hij vlak voor het einde van zijn leven staat, vraagt hij zich af hoe hij zijn leven zo heeft kunnen verspillen door zijn eigen egoïsme. 
Hier encore werd een grote hit in Wallonië, waar het de tweede plaats behaalde in de Ultratop 50. Yesterday, When I Was Young werd ook een grote hit, maar dan in Nederland en Vlaanderen met respectievelijk een derde en een negende plaats in de Nederlandse Top 40 en de Vlaamse Ultratop 50. In Noord-Amerika werd een cover van de Engelstalige versie door countrymuzikant Roy Clark een hit, met een zevende plaats in Canada en een negentiende plaats in de Verenigde Staten. Oorspronkelijk was het chanson in driekwarts maat uitgevoerd. Yesterday, When I Was Young werd uitgevoerd in vierkwarts maat. 
In 1975 bracht Aznavour een her-opname van het chanson uit op de LP Hier... Encore (Barclay no. 90039) met nieuwe orkest arrangementen door Del Newman. Daarop werd de Franse versie ook in vierkwarts maat uitgevoerd. 
Aznavour heeft Hier encore opnieuw opgenomen in duet met Patrick Bruel voor het album 40 chansons d'or uit 1994. In 2008 nam hij Yesterday, When I Was Young eveneens opnieuw op in duet met Elton John voor het album Duos. Daarnaast zijn verschillende versies van het nummer gecoverd door onder meer Bing Crosby, Shirley Bassey, Dusty Springfield, Mel Tormé, Tom Jones, Lena Horne, Andy Williams, Bobby Bare sr., Al Martino, Glen Campbell, Julio Iglesias, Johnny Mathis, Marc Almond, Patricia Kaas, Matt Monro, Nora Aunor, Blossom Dearie, Amanda Lear en Wolter Kroes.
In 2008 nam Rob de Nijs het lied op voor zijn album Chansons onder de titel Eeuwig jong, in een vertaling van Jan Rot. In 2016 bracht Paul de Munnik op zijn album Nieuw een vertaling van het nummer uit getiteld Gister nog.

## Hitnoteringen

### Nederlandse Top 40
| Hitnotering: 19-12-1970 t/m 27-02-1971 | Hitnotering: 19-12-1970 t/m 27-02-1971 | Hitnotering: 19-12-1970 t/m 27-02-1971 | Hitnotering: 19-12-1970 t/m 27-02-1971 | Hitnotering: 19-12-1970 t/m 27-02-1971 | Hitnotering: 19-12-1970 t/m 27-02-1971 | Hitnotering: 19-12-1970 t/m 27-02-1971 | Hitnotering: 19-12-1970 t/m 27-02-1971 | Hitnotering: 19-12-1970 t/m 27-02-1971 | Hitnotering: 19-12-1970 t/m 27-02-1971 | Hitnotering: 19-12-1970 t/m 27-02-1971 | Hitnotering: 19-12-1970 t/m 27-02-1971 | Hitnotering: 19-12-1970 t/m 27-02-1971 |
| Week                                   | 1                                      | 2                                      | 3                                      | 4                                      | 5                                      | 6                                      | 7                                      | 8                                      | 9                                      | 10                                     | 11                                     |                                        |
| -------------------------------------- | -------------------------------------- | -------------------------------------- | -------------------------------------- | -------------------------------------- | -------------------------------------- | -------------------------------------- | -------------------------------------- | -------------------------------------- | -------------------------------------- | -------------------------------------- | -------------------------------------- | -------------------------------------- |
| Positie                                | 19                                     | 19                                     | 8                                      | 4                                      | 3                                      | 3                                      | 6                                      | 9                                      | 15                                     | 28                                     | 36                                     | uit                                    |

### Hilversum 3 Top 30
| Hitnotering: 26-12-1970 t/m 20-02-1971 | Hitnotering: 26-12-1970 t/m 20-02-1971 | Hitnotering: 26-12-1970 t/m 20-02-1971 | Hitnotering: 26-12-1970 t/m 20-02-1971 | Hitnotering: 26-12-1970 t/m 20-02-1971 | Hitnotering: 26-12-1970 t/m 20-02-1971 | Hitnotering: 26-12-1970 t/m 20-02-1971 | Hitnotering: 26-12-1970 t/m 20-02-1971 | Hitnotering: 26-12-1970 t/m 20-02-1971 | Hitnotering: 26-12-1970 t/m 20-02-1971 | Hitnotering: 26-12-1970 t/m 20-02-1971 |
| Week                                   | 1                                      | 2                                      | 3                                      | 4                                      | 5                                      | 6                                      | 7                                      | 8                                      | 9                                      |                                        |
| -------------------------------------- | -------------------------------------- | -------------------------------------- | -------------------------------------- | -------------------------------------- | -------------------------------------- | -------------------------------------- | -------------------------------------- | -------------------------------------- | -------------------------------------- | -------------------------------------- |
| Positie                                | 10                                     | 5                                      | 6                                      | 2                                      | 4                                      | 5                                      | 11                                     | 15                                     | 23                                     | uit                                    |

### NPO Radio 2 Top 2000
| Nummer met noteringen in de NPO Radio 2 Top 2000 | '99  | '00 | '01  | '02 | '03 | '04 | '05 | '06 | '07 | '08 | '09 | '10 | '11  | '12  | '13 | '14 | '15 | '16 | '17 | '18 | '19 | '20 | '21 | '22  | '23  | '24  |
| ------------------------------------------------ | ---- | --- | ---- | --- | --- | --- | --- | --- | --- | --- | --- | --- | ---- | ---- | --- | --- | --- | --- | --- | --- | --- | --- | --- | ---- | ---- | ---- |
| Yesterday, When I Was Young                      | 1090 | -   | 1338 | 940 | 778 | 961 | 704 | 721 | 545 | 697 | 812 | 844 | 1027 | 1021 | 629 | 872 | 799 | 833 | 995 | 621 | 916 | 739 | 650 | 1040 | 1173 | 1154 |

1. ↑  Een '-' betekent dat het nummer niet was genoteerd en een vetgedrukt getal geeft de hoogste notering aan.

### Evergreen Top 1000
| Evergreen Top 1000 "Hier encore" | Evergreen Top 1000 "Hier encore" | Evergreen Top 1000 "Hier encore" | Evergreen Top 1000 "Hier encore" | Evergreen Top 1000 "Hier encore" | Evergreen Top 1000 "Hier encore" | Evergreen Top 1000 "Hier encore" | Evergreen Top 1000 "Hier encore" | Evergreen Top 1000 "Hier encore" | Evergreen Top 1000 "Hier encore" | Evergreen Top 1000 "Hier encore" | Evergreen Top 1000 "Hier encore" | Evergreen Top 1000 "Hier encore" | Evergreen Top 1000 "Hier encore" | Evergreen Top 1000 "Hier encore" | Evergreen Top 1000 "Hier encore" | Evergreen Top 1000 "Hier encore" |
| Jaar                             | 2008                             | 2009                             | 2010                             | 2011                             | 2012                             | 2013                             | 2014                             | 2015                             | 2016                             | 2017                             | 2018                             | 2019                             | 2020                             | 2021                             | 2022                             | 2023                             |
| -------------------------------- | -------------------------------- | -------------------------------- | -------------------------------- | -------------------------------- | -------------------------------- | -------------------------------- | -------------------------------- | -------------------------------- | -------------------------------- | -------------------------------- | -------------------------------- | -------------------------------- | -------------------------------- | -------------------------------- | -------------------------------- | -------------------------------- |
| Positie                          | -                                | -                                | -                                | -                                | -                                | -                                | -                                | -                                | -                                | 936                              | 399                              | 523                              | 525                              | 149                              | 300                              | 304                              |